# 武相中学校・高等学校
武相中学校･高等学校（ぶそうちゅうがっこう・こうとうがっこう）は、神奈川県横浜市港北区仲手原二丁目に所在し、中高一貫教育を提供する私立男子中学校・高等学校。
高等学校では、中学校から入学した内部進学の生徒と高等学校から入学した外部進学の生徒との間では、3年間別クラスになる併設型中高一貫校。法人の正式名称は学校法人武相学園。五輪選手を輩出していることや、過去に高校野球など実績があることで知られている。

## 概要
- 1942年（昭和17年）、考古学者で歴史家でもあった石野瑛が、青少年教育の重要性を感じ、神奈川県横浜市港北区篠原町富士塚に旧制武相中学校創立。その後、生徒と共に原野であった松風台（現・武相台）を開拓し移転。当時この場所は見晴らしが良く、旧国名の武蔵国と相模国が一望できたことからその頭文字を一字ずつ取って校名にした。校名の由来ともなっている高台（武相台）は昭和17年当時非常に見晴らしが良く、横浜港はもちろん、遠く丹沢や富士山、房総半島も望むことができ、文字通り武・相両州が一望できたという。
- 建学の精神は「道義昂揚」「個性伸張」「実行徹底」。
- スクールカラーは紫・青・丹。エンブレムは建学の精神をラテン語で表している。
- 高校野球では甲子園に4度出場している[2]。2024年5月3日、令和6年神奈川県高等学校春季大会の決勝で東海大相模に9-8で勝ち42年ぶりの県大会優勝。
- 上記にある通り硬式野球の古豪としての知名度があるが近年ではサッカー部やボクシング部にその座を明け渡している。
- 2014年度はボクシング部、柔道部、弓道部が全国大会に出場している。文化部では1979年に創設された鉄道研究同好会が人数こそ少ないもののOBを含めて活発に活動しており[3][4]、製版屋に就職したOBが起こした「BRCプロ」より写真集などの書籍を出版し有隣堂などの書店での販売を行っている[5][6]ほか、横浜市立図書館へも郷土資料として収められている。

## 沿革
- 1942年 - 旧制武相中学校創立。
- 1945年 - 第二次世界大戦による空襲により、富士塚（刀鍬）校舎焼失。
- 1947年 - 新制中学校認可。
- 1948年 - 武相高等学校設置。武相考古館・ホール竣工。
- 1958年 - 武相学園正門道路（桜坂）竣工。
- 1970年 - 高校野球の神奈川県大会で優勝、全国大会（甲子園）に4度出場。ボクシング部団体全国大会優勝。
- 1992年 - 創立50周年・50周年記念館・理科実験棟竣工。
- 2002年 - 創立60周年記念式典挙行。講堂・体育館竣工。
- 2003年 - 生物実験室竣工。
- 2004年 - 第1校舎玄関廊下・西側階段、第2校舎階段改修。
- 2005年 - グランド改修工事・第1校舎一般教室ITマルチメディア化改修工事。
- 2007年 - 第6校舎トイレ・廊下改修工事 ・温水プール電動開閉式上屋テント貼替工事。
- 2009年 - 第1校舎・第2校舎・第4校舎耐震補強工事。
- 2010年 - 第3校舎耐震補強工事。
- 2011年 - 地デジ化放送設備工事。
- 2012年 - 第2校舎一般教室高機能化改修工事。
- 2013年 - 中田仁校長就任・情報処理教室設備更新・第4校舎トイレ・応接室改修工事。
- 2014年 - 第1･第3校舎、特別教室空調機更新・グラウンド野球天蓋防球ネット設置。
- 2015年 - 50周年記念アリーナ音響設備改修。
- 2016年 - 教育設備更新
- 2020年 - 学年担任制開始。クラスの担任を固定せずに学年担任全体で指導。
- 2022年 - クラブ4日制開始。硬式野球部、バレーボール部以外の部活は週4回の活動となった。
- 2023年 - 石野雅子校長就任。

　同年、学年担任制、クラブ4日制が廃止された
- 2024年 - 令和6年神奈川県高等学校春季大会の決勝で東海大相模に9-8で勝ち42年ぶりの県大会優勝。

## 施設
- 50周年記念館
- 理科実験棟
- 体育館・講堂（メインアリーナ・サブアリーナ・屋内トレーニングルーム・ランニングコース）
- 屋内プール
- テニスコート
- 嬬恋天日山荘
- 弓道場

## カリキュラム
- 特進クラス、体育クラスがそれぞれ1クラス、進学クラス、総合クラスがそれぞれ3クラスと合計8クラスで編成されている。

- 特進コースは3年生から文系は数学IIBの特講、化学基礎を、理系は数学III、数学C、古典特講、地理探究、物理or化学を自由に履修出来るようになる。

- 特進コースでは夏休みに4泊5日の勉強合宿が行われる。

- 体育コースは体育関係の授業が1年生に週5時間、2年生に週9時間。3年生に週11時間ある。

## 交通
出典 : 
鉄道
| 運行事業者・路線           | 最寄り駅   | 徒歩所要時間 |
| -------------------------- | ---------- | ------------ |
| 東急東横線                 | 白楽駅     | 12分         |
| 東急東横線                 | 妙蓮寺     | 10分         |
| 横浜市営地下鉄ブルーライン | 岸根公園駅 | 10分         |
| JR横浜線                   | 新横浜駅   | 18分         |
| 東急新横浜線               | 新横浜駅   | 20分         |

路線バス
- 横浜市営バス38系統 「武相台」下車。　徒歩2分。

## 著名な出身者

### 野球
- 五十嵐英夫 - 元プロ野球選手
- 島野修 - 元プロ野球選手
- 菅野光夫 - 元プロ野球選手
- 根建忍 - 元プロ野球選手
- 金島正彦 - 元プロ野球選手
- 北村照文 - 元プロ野球選手
- 須田清見 - 元プロ野球選手
- 鈴木慶裕 - 元プロ野球選手
- パンチ佐藤 - 元プロ野球選手・タレント
- 堂上隼人 - 元プロ野球選手
- 井口和朋 - プロ野球選手
- 塩見泰隆 - プロ野球選手
- 西本欣司 - プロ野球審判員
- 東門明 - 元野球選手（早稲田大学野球部、日米大学野球で送球を頭部に受け死亡）
- 木本芳雄 - 元硬式野球部監督
- 豊田圭史 - 硬式野球部監督、元富士大学硬式野球部監督
- 桑元孝雄 - アトランタオリンピック　野球日本代表・元硬式野球部監督
- 今関勝 - 元プロ野球選手　※中退
- カレオン・ジョニル・マラリ - 独立リーグプロ野球選手、野球フィリピン代表

### サッカー
- 榎本哲也 - プロサッカー選手
- 武藤雄樹 - プロサッカー選手
- 鈴木雄也 - プロサッカー選手
- 吉田明生 - プロサッカー選手

### ボクシング
- 星野敬太郎 - 元プロボクサー（世界ボクシング協会ミニマム級元世界王者）
- カシアス内藤 - 元プロボクサー（日本ミドル級元王者）
- 石澤開 - プロボクサー（初代日本ミニマム級ユース王者）
- 松島勝之 - 元アマチュアボクシング選手、ソウルオリンピック日本代表

### フィギュアスケート
- 松村充 - インスブルックオリンピック (1976年)フィギュアスケート日本代表
- 佐々木彰生 - フィギュアスケート選手

### ミュージシャン
- 加部正義 - ミュージシャン
- 和久井光司 - ミュージシャン、プロデューサー）
- マモル・マヌー - 歌手

### お笑い芸人
- 出川哲朗 - お笑い芸人・タレント
- 堤下敦 - お笑い芸人・タレント
- 坂本雅仁 - お笑い芸人（アホマイルド）
- 高橋邦彦 - お笑い芸人（アホマイルド）
- あっぱれコイズミ - お笑い芸人
- 渡部おにぎり - お笑い芸人(金の国)

### その他
- 福井英郎 - シドニーオリンピックトライアスロン代表
- 泉谷駿介 - 2020年東京オリンピック陸上競技（110mH）代表
- 高橋邦明 - 2014年全日本プロドリフト選手権シリーズチャンピオン
- 周富徳 - 料理人
- 杉野正 - 政治運動家、実業家
- 松橋利光 - カメラマン
- 水谷祐紀 - 元フットサル選手

## 訴訟
同校にて水泳部員が受けた停学処分などをめぐり、水泳部顧問を務めていた男性教諭が副校長から進退問題を校長に委ねる提案を促された後うつ病を発症し2012年に懲戒解雇、男性教諭は休職中に懲戒解雇されたのは不当だとして、同校に地位確認を求める訴訟。一審判決にて請求棄却。
2017年5月17日、東京高裁（野山宏裁判長）は「（男性教諭は）好成績を課されていると強く感じ、心理的負担があった」と述べ、訴えを退けた一審判決を取り消し、解雇を無効と判断する逆転勝訴を言い渡した。

## 不祥事
本校野球部は、2012年夏の高校野球神奈川大会で日大藤沢に2 - 3でサヨナラ負けし初戦敗退した。この試合は「インフィールドフライによるサヨナラゲーム」という非常に珍しいものであり、この試合の判定を巡って一部の野球部員がインターネット掲示板に審判を批判する書き込みを行っていたことが明らかになった。また、一部の部員が判定に抗議する意味で試合終了後に整列しなかったり、帽子を脱がないなどの行為も問題となった。さらに部員による飲酒や喫煙が疑われる写真もアップロードされ、ツイッターを通じて他者への脅迫や殺害予告なども行われていた。本校はこれを受け、少なくとも神奈川大会が終了するまでは野球部の活動を自粛し、高野連の指示に従うことを決定した。
お笑いコンビ・金の国の渡部おにぎり（渡部恭平）は、当時捕手・4番打者としてこの試合に出場した当事者だった。